# کلارا گوسوا
کلارا گوسوا (روسی: Кла́ра Ива́новна Гу́сева؛ ۸ مارس ۱۹۳۷ – ۱۲ مهٔ ۲۰۱۹) اسکیت‌باز سرعت اهل اتحاد جماهیر شوروی سوسیالیستی بود.